# Hakoah Maccabi Amidar/Ramat Gan
Hakoah Maccabi Amidar/Ramat Gan izraelski je nogometni klub. Nastupaju u izraelskoj 1. ligi. Igraju na Winter Stadiumu kapaciteta 8.000 ljudi.

## Povijest
Hakoah Viennu osnovali su 1909. austrijanci Fritz "Beda" Löhrner i zubar Ignaz Herman Körner. Momčad je imala veliku podršku i bila vrlo poznata, većinom među židovima.
Hakoah Vienna bila je poznata i omiljena i među židovima u Palestini. 1938. neki su bivši igrači Hakoaha emigrirali u Palestinu i osnovali klub Hakoah Tel Aviv.

### Udruženje Hakoah i Maccabi
1959. dogovoreno je prvo udruženje izraelskih klubova, i to između Hakoah Tel Aviva i Maccabi Ramat Gana u klub Hakoah Maccabi Ramat Gan. Jedni su ostali na svom terenu, a drugi su dali većinu igrača zajedničkom klubu. Od sredine 1960-ih do sredine 1970-ih klub je osvojio po 2 prvenstva (1965., 1973.) i nacionalna kupa (1969., 1971.).

### Teška vremena
Nakon toga, uslijedio je pad. Na kraju 80-ih klub je ispao u 2. ligu. 1994. optuženi su za miješanje u namještanje utakmica prvenstva i kažnjeni su oduzimanjem bodova, novčanom kaznom, i nisu im više bili dozvoljeni strani igrači. Od 2000. klub je zapao u financijske probleme koje do 2002. više nije mogao ni platiti, te su kasnije izbačeni u 3. ligu. U rujnu klub je bio na samom rubu propasti, no, navijači kluba su ga nekako održali na životu.

### Oporavak
2003. su se vratili do druge lige. 2005. udružili su se s malom, ali bogatom, momčadi iz Ramat Gana - Maccabi Ramat Amidarom. Napokon, 2006. klub se nakon 21 godine vratio u najelitnije društvo.